# Will Hanley
William Joseph "Will" Hanley (nacido el 12 de marzo de 1990 en New Canaan, Connecticut) es un exjugador profesional de baloncesto que cuenta con doble nacionalidad estadounidense e irlandesa. Con 2,01 metros de altura, ocupaba la posición de ala-Pívot. 

## Trayectoria deportiva
Se formó académicamente en el Bowdoin College de Maine, donde disputó cuatro temporadas en la División III de la NCAA. Terminó su ciclo universitario en 2011/12 con promedios de 18.4 puntos, 11.3 rebotes y 4 asistencias por encuentro y siendo elegido integrante del Mejor Quinteto de la conferencia.
En la temporada 2012/13 firma su primer contrato profesional con el Oviedo Baloncesto para disputar la Liga LEB Plata, logrando el ascenso de categoría y la nominación como Jugador Más Valioso de la competición tras ser máximo anotador (17.6 puntos) y reboteador (11.2 rebotes). Esa misma temporada debuta en Liga ACB con el Valencia Basket, equipo con el que firmó un contrato temporal de mes y medio disputando cuatro partidos en los que promedió 4.5 puntos, 3.5 rebotes y 6.3 de valoración. 
En julio de 2013 se incorpora al San Sebastián Gipuzkoa Basket Club, disputando la Liga ACB en las temporadas 2013/14 y 2014/15, siendo este último su mejor temporada a nivel individual, registrando medias de 8.9 puntos y 5.7 rebotes. En 2015/16 firma con el Iberostar Tenerife, donde permanece dos temporadas más y se proclama campeón de la Champions League en 2017.
En la campaña 2017/18 ficha por el FC Porto para disputar la liga portuguesa, promediando 13.1 puntos y 8.2 rebotes y alcanzando la final del campeonato.
Inicia la temporada 2018/19 en la segunda división de la liga B.League japonesa con los Passlab Yamagata Wyverns, abandonando el equipo en el mes de enero de 2019 e incorporándose al Caen Basket Calvados de la LNB ProB (segunda división) francesa, finalizando allí la temporada con promedios de 11 puntos y 5.3 rebotes.